# Aldon Smith
Aldon Jacarus Smith (Greenwood, 25 settembre 1989) è un giocatore di football americano statunitense che milita nel ruolo di outside linebacker nella National Football League. Fu scelto dai San Francisco 49ers come settimo assoluto nel Draft NFL 2011. Al college ha giocato a football all'Università del Missouri.

## Carriera professionistica

### San Francisco 49ers

#### Stagione 2011
Smith non partì come titolare nella prima gara della stagione ma fece il suo debutto nella NFL contro i Seattle Seahawks. Nella gara coi Philadelphia Eagles nella settimana 4 registrò il suo primo sack in carriera buttando a terra Michael Vick. Le due settimane successive Smith vinse il premio di miglior rookie della settimana nelle vittorie contro Tampa Bay Buccaneers e Detroit Lions. Dopo un ottimo mese di ottobre, Smith divenne il primo giocatore dei 49ers da Patrick Willis nel 2007 a vincere il titolo di rookie del mese, facendo registrare 13 tackle e 6,5 sack, compreso uno che forzò una safety che aiutò San Francisco a portarsi su un record di 6-1. Nella settimana 15, Smith registrò 2,5 sack contro i Pittsburgh Steelers. Egli sorpassò inoltre Charles Haley per il record di franchigia dei 49ers per il maggior numero di sack compiuti da un rookie (13). Smith terminò l'annata con 37 tackle totali, 4 passaggi deviati, due fumble forzati e 14 sack. Aldon fu a solo mezzo sack dal superare il record per un rookie detenuto da Jevon Kearse, malgrado non avesse iniziato una sola gara da titolare nella sua stagione di debutto. Pro Football Weekly e Pro Football Writers of America lo nominarono rookie dell'anno.

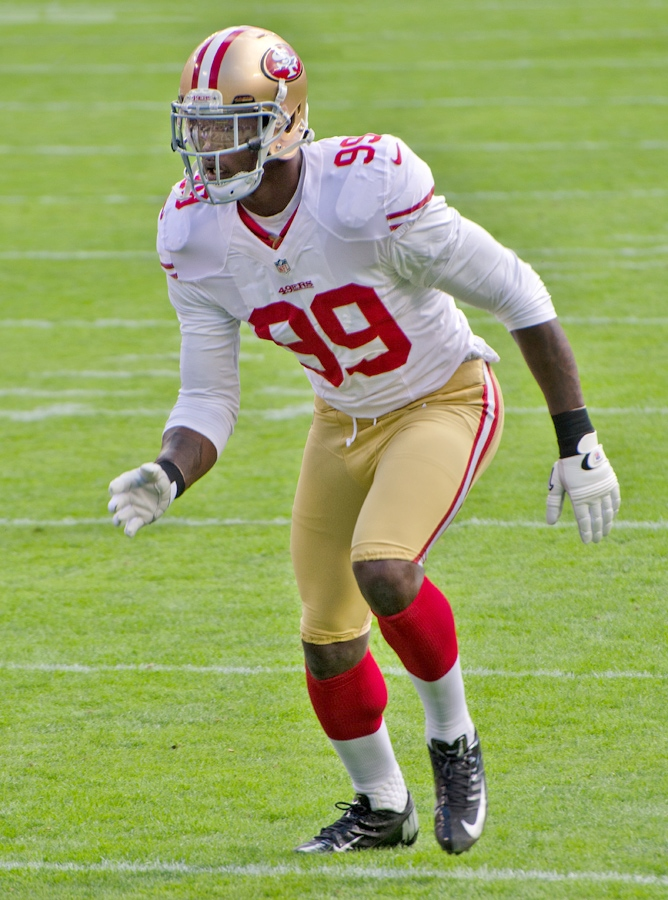
Smith nel 2012 contro i Packers.

#### Stagione 2012

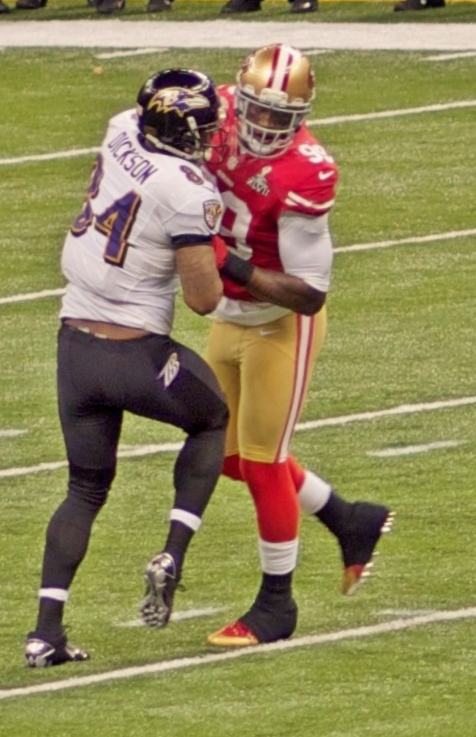
Smith mentre blocca il tight end dei Baltimore Ravens Ed Dickson nel Super Bowl XLVII.

Il 9 settembre, nella prima gara della stagione 2012, la prima come titolare in carriera, Smith mise a segno un sack ai danni di Aaron Rodgers nella vittoria dei 49ers in casa dei Green Bay Packers. I 49ers vinsero anche nel turno successivo contro i Detroit Lions. Smith mise a segno 5 tackle e un sack su Matthew Stafford. I 49ers nella settimana 4 schiantarono per 34-0 in trasferta i New York Jets con Smith che mise a segno 2 sack su Mark Sanchez.
Nel Thursday Night Football della settimana 7, i 49ers vinsero contro i Seattle Seahawks nella gara che avrebbe assicurato al vincitore la leadership nella NFC West: Smith mise a segno un sack su Russell Wilson. Nella agevole vittoria del Monday Night della settimana 8 sui Cardinals, Aldon mise a segno due sack su John Skelton. Dopo la settimana di pausa, Niners e Rams pareggiarono la prima partita della NFL negli ultimi quattro anni: Smith mise a referto altri due sack arrivando a quota 9,5 in stagione.
Nel Monday Night Football della settimana 11, contro i quotati Chicago Bears, Smith giocò una prestazione di alto livello mettendo a segno 5,5 sack sul quarterback di riserva Jason Campbell (con cui forzò anche due fumble e una safety). Con tale risultato superò Von Miller in cima alla classifica parziale stagionale, stabilì il record assoluto per una gara del Monday Night e arrivò a un totale di 28,5, il massimo di ogni tempo per un giocatore dopo le prime 26 gare della carriera da quando la lega iniziò a tenere traccia della statistica dalla stagione 1982. Dopo aver messo a referto anche 1,5 sack su Drew Brees, Smith fu premiato come miglior difensore del mese di novembre, periodo in cui totalizzò ben 9 sack in sole tre partite.
Dicembre iniziò per i Niners con una sconfitta a sorpresa contro i Rams, gara conclusa da Smith con un sack su Sam Bradford.
Con due sack su Ryan Tannehill dei Miami Dolphins nella settimana 14, Smith stabilì il nuovo record di franchigia stagionale dei 49ers arrivando a 19,5
Nella settimana 15 Smith non mise a segno alcun sack ma compì il primo intercetto in carriera ai danni di Tom Brady, coi Niners che ottennero un'importante vittoria in casa dei Patriots. Il 26 dicembre, Aldon fu convocato per il primo Pro Bowl in carriera. La sua stagione regolare si concluse al secondo posto nella NFL con 19,5 sack, oltre a 66 tackle e un intercetto. Il 12 gennaio 2013 fu inserito per la prima volta nel First-team All-Pro.
Nella finale della NFC in trasferta contro i numero 1 del tabellone, gli Atlanta Falcons, Smith recuperò un fumble di Matt Ryan contribuendo alla vittoria dei Niners che raggiunsero il loro primo Super Bowl dal 1994. Nel Super Bowl XLVII Aldon mise a segno 2 tackle ma i 49ers furono sconfitti 34-31 dai Baltimore Ravens. A fine anno fu posizionato al numero 7 nella classifica dei migliori cento giocatori della stagione.

#### Stagione 2013

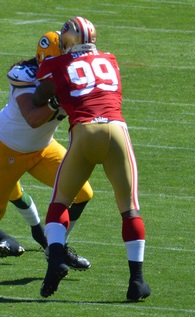
Smith mentre blocca nella gara di debutto del 2013 contro i Packers.

Nella prima gara della stagione vinta contro i Packers, Smith mise a referto 1,5 sack. La settimana successiva Smith mise a segno altri due sack su Russell Wilson ma i Niners furono sconfitti in maniera netta dai Seahawks. Il venerdì successivo, Smith fu arrestato per guida in stato di ebbrezza. Dopo cinque tackle nella gara della domenica persa contro gli Indianapolis Colts, l'amministratore delegato dei Niners annunciò che Smith sarebbe rimasto fuori dalla successiva partita contro i Rams e per un periodo indefinito, per sottoporsi volontariamente a un trattamento contro l'abuso di sostante alcoliche. Fece ritorno in campo con un ruolo limitato nella settimana 10 contro i Carolina Panthers e tornò a giocare una gara degna della sua fama nella vittoria della settimana 12 sui Washington Redskins mettendo a segno due sack su Robert Griffin III. Tre settimane dopo fece registrare altri due sack nella vittoria esterna sui Tampa Bay Buccaneers.
Nel primo turno di playoff, i 49ers eliminarono i Packers al Lambeau Field grazie a un field goal negli ultimi secondi, in una gara in cui Smith mise a segno 1,5 sack su Aaron Rodgers. Dopo avere battuto in trasferta anche i Panthers, nella finale della NFC in casa dei rivali di division di Seattle, San Francisco fu sconfitta per 23-17 chiudendo la sua stagione, malgrado due sack e un fumble forzato di Smith. A fine stagione fu votato al 33º posto nella NFL Top 100 dai suoi colleghi.

#### Stagione 2014
Il 29 agosto 2014, Smith fu sospeso dalla lega per nove partite per i numerosi problemi legali riscontrati fuori dal campo nei precedenti due anni, inclusi il possesso illegale di armi, tre arresti per guida in stato di ebbrezza e l'essere stato indagato per avere provocato un falso allarme bomba in un aeroporto di Los Angeles, accusa quest'ultima poi caduta. Tornò in campo nella settimana 11 contro i Giants e i primi due sack li mise a segno sette giorni dopo nella vittoria sui Redskins.
Il 5 agosto 2015, Smith fu nuovamente arrestato, questa volta per avere provocato un incidente mentre guidava in stato di ebbrezza e vandalismo. Il giorno successivo fu svincolato dai 49ers.

### Oakland Raiders
L'11 settembre 2015, Smith firmò un contratto di un anno con gli Oakland Raiders. Dopo 9 partite e 3,5 sack, il 18 novembre fu nuovamente sospeso per un anno per abuso di sostanze dopanti.

### Dallas Cowboys
Il 1º aprile 2020, dopo quattro anni fuori dal mondo del football, Smith firmò con i Dallas Cowboys. Nella prima partita con la nuova maglia guidò la squadra con 11 tackle e mise a segno il primo sack dal 2015 nella sconfitta contro i Los Angeles Rams. Nel terzo turno fece registrare 3 sack su Russell Wilson nella sconfitta in casa dei Seahawks. Nella settimana 14 vinta contro i Cincinnati Bengals ritornò un fumble avversario per 79 yard segnando il primo touchdown in carriera. La sua stagione si chiuse con 5 sack.

### Seattle Seahawks
Il 15 aprile 2021 Smith firmò un contratto di un anno con i Seattle Seahawks. Fu svincolato il 12 agosto 2021 prima dell'inizio della pre-stagione.

## Palmarès

### Franchigia
- National Football Conference Championship: 1

San Francisco 49ers: 2012

### Individuale
- Convocazioni al Pro Bowl: 1

2012
- First-team All-Pro: 1

2012
- Difensore del mese della NFC: 1

novembre 2012
- Pro Football Weekly Rookie of the Year - 2011
- Rookie difensivo dell'anno PFWA - 2011
- PFWA All-Rookie Team - 2011
- Rookie della settimana: 2

5ª e 6ª della stagione 2012

## Statistiche
Stagione regolare
|      |                     | Tackle | Tackle | Tackle | Tackle | Tackle | Tackle | Intercetti | Intercetti | Intercetti | Intercetti | Intercetti | Fumble | Fumble |
| Anno | Squadra             | P      | PT     | Tot    | Comb   | Sack   | Saf    | Int        | Yard       | Media      | Max        | TD         | Forz   |        |
| ---- | ------------------- | ------ | ------ | ------ | ------ | ------ | ------ | ---------- | ---------- | ---------- | ---------- | ---------- | ------ | ------ |
| 2011 | San Francisco 49ers | 16     | 0      | 37     | 31     | 14,0   | 1      | 0          | 0          | 0,0        | -          | 0          | 2      |        |
| 2012 | San Francisco 49ers | 16     | 16     | 66     | 50     | 19,5   | 0      | 1          | 6          | 6,0        | 6          | 0          | 3      |        |
| 2013 | San Francisco 49ers | 11     | 8      | 34     | 29     | 8,5    | 0      | 0          | 0          | 0,0        | 0          | 0          | 0      |        |
|      | Totale              | 43     | 24     | 137    | 110    | 42,0   | 1      | 1          | 6          | 6,0        | 6          | 0          | 5      |        |

Fonte: NFL.com